# 차코피그미쌀쥐
차코피그미쌀쥐(Oligoryzomys chacoensis)는 비단털쥐과 피그미쌀쥐속에 속하는 남아메리카 설치류이다. 볼리비아 남동부의 그란차코 지역과 브라질 남서부, 파라과이, 아르헨티나 북동부 지역에서 발견된다. 핵형은 2n=58, FNa=74이다. 한타바이러스 항원형 버메조(Bermejo)의 숙주이다.